# Simon Fuller
Simon Fuller (Hastings, 17 maggio 1960) è un produttore discografico e produttore televisivo britannico.
Noto come manager di Annie Lennox, del pilota di Formula 1 Lewis Hamilton, delle Spice Girls e creatore del format televisivo Pop Idol, esportato in tutto il mondo.

## Carriera
Dal 1981 al 1985 lavora per la EMI per poi fondare la 19 Entertainment che oggi è una della maggiori case di produzione dello showbusiness internazionale. 
Fra gli artisti di maggior successo da lui tutelati: Annie Lennox, le Spice Girls (che non ha scoperto, in quanto furono le ragazze a rivolgersi a lui), Paul Hardcastle, Will Young, Kelly Clarkson, Rachel Stevens, Emma Bunton e le Girl Thing. Sotto la sua etichetta operano anche i maggiori compositori e parolieri della scena pop inglese come Cathy Dennis e gli Absolute. Inoltre cura l'immagine di David e Victoria Beckham.
Fuller è l'ideatore dei talent show Pop Idol e Popstars, format nato in Inghilterra e successivamente esportato in tutto il mondo con titoli differenti (American Idol negli USA, Operación Triunfo in Spagna, etc..).
Nel 2004 ha creato la serie televisiva I Dream, trasmessa in Italia su Disney Channel nel 2007, che vedeva come protagonisti gli S Club 8, gruppo da lui formato.